# Huluganga Town
Huluganga Town ist ein Dorf im Kandy-Distrikt der Zentralprovinz Sri Lankas etwa 112 km östlich der faktischen Hauptstadt Colombo. Huluganga Town ist der Ort des Huluganga Falls.